# Hafen Karlstadt
Der Hafen Karlstadt ist ein Betriebs- und Frachthafen in Karlstadt am Main.

## Beschreibung
Der Hafen Karlstadt besteht seit 1968 und wird von Schwenk Zement, Karlstadt als Werkshafen betrieben.
Er liegt bei Main-Kilometer 227,1 rechts und besteht aus einem Hafenbecken mit 210 m Länge, 40 m Breite und drei Meter Tiefe, sowie einer Lände bei MK 226,8 mit 100 m Kailänge und 15 m Breite.
Es werden überwiegend Rohstoffe wie Hüttensand, Natursand und Eisenerze. gelöscht. Außerdem werden Sekundärrohstoffe wie Altreifen angeliefert, die als Brennstoff dienen. In den Güterversand gehen Zement und Klinker.
Es besteht ein Bahnanschluss an die Main-Spessart-Bahn; die Ausziehgleise erschließen das Zementwerk, führen aber nicht bis direkt auf die Kais.
Im Jahr 2016 hatte der Hafen Karlstadt mit 312.654 t Schiffsgüterverkehr einen Anteil von 4,36 % des Schiffsgüterverkehrs in Bayern, der 2016 bei insgesamt 7.174.477 t lag.

## Schiffsgüterverkehr nach Güterabteilung 2016
| Hauptgüterart | Güter                                           | Empfang   | Versand   | Gesamt    | Anteil  |
| ------------- | ----------------------------------------------- | --------- | --------- | --------- | ------- |
| 03            | Erze, Steine und Erden                          | 7.678 t   |           | 7.678 t   | 2,46 %  |
| 09            | Sonstige Mineralerzeugnisse (Glas, Zement etc.) | 1.656 t   | 197.987 t | 199.643 t | 63,85 % |
| 14            | Sekundärrohstoffe, Abfälle                      | 105.333 t |           | 105.333 t | 33,69 % |
| insgesamt     |                                                 | 114.667 t | 197.987 t | 312.654 t | 100 %   |

## Freizeit- und Fahrgastschifffahrt
Für die Ausflugs- und Fahrgastschifffahrt gibt es außerdem einen Landungssteg bei Mainkilometer 226 rechts mit Parkmöglichkeiten und ÖPNV-Anschluss. Einmal im Jahr legt dort auch das Bayern 3 - Partyschiff, die MS Catwalk an. Für Kleinfahrzeuge besteht ein Sportboothafen bei Mainkilometer 226,5 links.